# Terry Moore (calciatore)
Terence Moore, più noto come Terry Moore (Moncton, 2 giugno 1958), è un ex calciatore canadese, di ruolo difensore.

## Carriera

### Nazionale
Ha partecipato, con la rappresentativa canadese ai Giochi olimpici del 1984 e prese parte alla spedizione canadese qualificatasi alla fase finale del campionato del mondo 1986.